# والتر دابلیو وینانس
والتر دابلیو وینانس (انگلیسی: Walter W. Winans; ۵ آوریل ۱۸۵۲ – ۱۲ اوت ۱۹۲۰) تیرانداز اهل ایالات متحده آمریکا بود.